# Darlenis Obregón
Darlenis Obregón Mulato (ur. 21 lutego 1986 w Puerto Tejada) – kolumbijska lekkoatletka, sprinterka. Dwukrotna mistrzyni Ameryki Południowej i trzykrotna medalistka mistrzostw Ameryki Środkowej i Karaibów, dwukrotna złota medalistka mistrzostw ibero-amerykańskich, złota medalistka igrzysk Ameryki Środkowej i Karaibów, sześciokrotna złota medalistka igrzysk boliwaryjskich, złota medalistka mistrzostw Ameryki Południowej juniorów młodszych. Dwukrotna uczestniczka igrzysk olimpijskich (Pekin, Londyn).

## Przebieg kariery
W 2002 roku brała udział w mistrzostwach Ameryki Południowej przeznaczonych dla kadetów, zdobyła na nich cztery medale, w tym złoty krążek w sztafecie mieszanej. Rok później wystąpiła na mistrzostwach świata do lat 18 rozgrywanych w Sherbrooke, tam między innymi zajęła 7. miejsce w finale biegu na 200 m. W 2004 wywalczyła złoty medal młodzieżowych mistrzostw Ameryki Południowej w biegu na 200 m, a także dwa medale mistrzostw ibero-amerykańskich w konkurencjach sztafetowych.
Pojawiła się na liście lekkoatletek zgłoszonych do udziału w igrzyskach olimpijskich w Atenach. Była zgłoszona do startu w konkursie biegu sztafet 4 × 100 m, ale ostatecznie nie wystartowała.
W 2005 roku zdobyła pierwszy w karierze złoty medal seniorskich mistrzostw Ameryki Południowej, krążek ten otrzymała w konkurencji biegu sztafet 4 × 100 m. Brała również udział w mistrzostwach globu w Helsinkach, gdzie startowała w konkursie sztafety 4 × 100 m – ekipa z udziałem Obregon weszła do finału, który ostatecznie zakończyła na 6. miejscu. Rok później zdobyła między innymi trzy medale mistrzostw kontynentu (w tym dwa indywidualnie) i srebrny medal igrzysk Ameryki Środkowej i Karaibów. W 2008 roku zdobyła pierwsze w historii swoich występów dwa złote medale mistrzostw ibero-amerykańskich, niedługo później wywalczyła pierwsze w karierze krążki mistrzostw Ameryki Środkowej i Karaibów.
Na igrzyskach olimpijskich rozgrywanych w Pekinie odpadła w ćwierćfinale biegu na 200 m. W tej fazie zmagań osiągnęła czas 23,40 – z nim zajęła w dniu rozgrywania zmagań 7. miejsce w grupie i 25. miejsce wśród wszystkich ćwierćfinalistek.
W 2009 roku sięgnęła po drugi tytuł seniorskiej mistrzyni Ameryki Południowej, ponownie w sztafecie 4 × 100 m, ponadto zdobyła cztery złote medale igrzysk boliwaryjskich – w konkurencjach biegu na 100 i 200 m, a także biegu rozstawnego 4 × 100 oraz 4 × 400 m. Wystąpiła również na światowym czempionacie w Berlinie, tam odpadła w eliminacjach biegu na 200 m oraz znalazła się w składzie sztafety 4 × 100 m, która ukończyła zmagania na 7. miejscu w finale. W 2010 roku zdobyła jedyny w karierze złoty medal igrzysk Ameryki Środkowej i Karaibów, po to trofeum sięgnęła w konkurencji biegu sztafet 4 × 100 m, rok później startowała na mistrzostwach świata w Daegu w tejże konkurencji – kolumbijski zespół z udziałem Obregon odpadł w eliminacjach.
Podczas igrzysk olimpijskich w Londynie była członkinią kolumbijskiej sztafety 4 × 100 m kobiet. Odpadła ona w eliminacjach, uzyskując czas 43,21 plasujący Kolumbijki na 5. miejscu w grupie (do awansu zabrakło 0,47 s).
W 2017 roku zdobyła ostatnie w karierze międzynarodowych zawodów lekkoatletycznych, w konkurencji sztafety 4 × 100 m wywalczyła srebrny medal południowoamerykańskiego czempionatu oraz brązowy medal igrzysk boliwaryjskich. Ostatni występ sprinterki miał miejsce w listopadzie 2019 roku podczas igrzysk narodowych w Cartagena de Indias, tam między innymi triumfowała w biegu sztafet 4 × 100 m.

## Osiągnięcia
| Rok     | Zawody                                             | Miasto              | Miejsce | Konkurencja              | Wynik   |
| ------- | -------------------------------------------------- | ------------------- | ------- | ------------------------ | ------- |
| 2002    | Mistrzostwa Ameryki Południowej juniorów młodszych | Asunción            | srebro  | bieg na 100 m            | 12,23   |
| 2002    | Mistrzostwa Ameryki Południowej juniorów młodszych | Asunción            | srebro  | bieg na 200 m            | 24,44   |
| 2002    | Mistrzostwa Ameryki Południowej juniorów młodszych | Asunción            | srebro  | sztafeta 4 × 100 m       | 47,3h   |
| 2002    | Mistrzostwa Ameryki Południowej juniorów młodszych | Asunción            | złoto   | sztafeta mieszana        | 2:13,94 |
| 2003    | Mistrzostwa Ameryki Południowej juniorów           | Guayaquil           | 5.      | bieg na 200 m            | 24,43   |
| 2003    | Mistrzostwa świata juniorów młodszych              | Sherbrooke          | 5. SF   | bieg na 100 m            | 11,95   |
| 2003    | Mistrzostwa świata juniorów młodszych              | Sherbrooke          | 7.      | bieg na 200 m            | 24,43   |
| 2003    | Mistrzostwa świata juniorów młodszych              | Sherbrooke          | DNF H   | sztafeta mieszana 1000 m | N/A     |
| 2004    | Młodzieżowe mistrzostwa Ameryki Południowej        | Barquisimeto        | złoto   | bieg na 200 m            | 23,76   |
| 2004    | Mistrzostwa ibero-amerykańskie                     | Huelva              | srebro  | sztafeta 4 × 100 m       | 43,79   |
| 2004    | Mistrzostwa ibero-amerykańskie                     | Huelva              | brąz    | sztafeta 4 × 400 m       | 3:33,95 |
| 2005    | Mistrzostwa Ameryki Południowej                    | Cali                | 4.      | bieg na 200 m            | 23,18   |
| 2005    | Mistrzostwa Ameryki Południowej                    | Cali                | złoto   | sztafeta 4 × 100 m       | 43,17   |
| 2005    | Mistrzostwa panamerykańskie juniorów               | Windsor             | brąz    | bieg na 100 m            | 11,82   |
| 2005    | Mistrzostwa panamerykańskie juniorów               | Windsor             | 5.      | bieg na 200 m            | 23,57   |
| 2005    | Mistrzostwa świata                                 | Helsinki            | 6.      | sztafeta 4 × 100 m       | 43,07   |
| 2005    | Igrzyska boliwaryjskie                             | Armenia             | brąz    | bieg na 200 m            | 23,10   |
| 2005    | Igrzyska boliwaryjskie                             | Armenia             | złoto   | sztafeta 4 × 100 m       | 45,61   |
| 2006    | Mistrzostwa ibero-amerykańskie                     | Ponce               | srebro  | bieg na 200 m            | 23,23   |
| 2006    | Mistrzostwa ibero-amerykańskie                     | Ponce               | brąz    | sztafeta 4 × 100 m       | 44,79   |
| 2006    | Mistrzostwa ibero-amerykańskie                     | Ponce               | srebro  | sztafeta 4 × 400 m       | 3:37,71 |
| 2006    | Igrzyska Ameryki Środkowej i Karaibów              | Cartagena de Indias | 7.      | bieg na 200 m            | 23,80   |
| 2006    | Igrzyska Ameryki Środkowej i Karaibów              | Cartagena de Indias | srebro  | sztafeta 4 × 100 m       | 44,32   |
| 2006    | Mistrzostwa Ameryki Południowej                    | Tunja               | brąz    | bieg na 100 m            | 11,72   |
| 2006    | Mistrzostwa Ameryki Południowej                    | Tunja               | srebro  | bieg na 200 m            | 23,58   |
| 2006    | Mistrzostwa Ameryki Południowej                    | Tunja               | srebro  | sztafeta 4 × 100 m       | 44,78   |
| 2006    | Młodzieżowe mistrzostwa Ameryki Południowej        | Buenos Aires        | złoto   | bieg na 100 m            | 11,73   |
| 2006    | Młodzieżowe mistrzostwa Ameryki Południowej        | Buenos Aires        | złoto   | bieg na 200 m            | 23,23   |
| 2006    | Młodzieżowe mistrzostwa Ameryki Południowej        | Buenos Aires        | złoto   | sztafeta 4 × 100 m       | 45,14   |
| 2006    | Młodzieżowe mistrzostwa Ameryki Południowej        | Buenos Aires        | srebro  | sztafeta 4 × 400 m       | 3:41,92 |
| 2007    | Igrzyska panamerykańskie                           | Rio de Janeiro      | 8. SF   | bieg na 200 m            | 52,73   |
| 2007    | Igrzyska panamerykańskie                           | Rio de Janeiro      | DNS     | sztafeta 4 × 100 m       | N/A     |
| 2008    | Mistrzostwa ibero-amerykańskie                     | Iquique             | złoto   | bieg na 200 m            | 23,84   |
| 2008    | Mistrzostwa ibero-amerykańskie                     | Iquique             | złoto   | sztafeta 4 × 100 m       | 44,89   |
| 2008    | Mistrzostwa Ameryki Środkowej i Karaibów           | Cali                | brąz    | bieg na 200 m            | 23,13   |
| 2008    | Mistrzostwa Ameryki Środkowej i Karaibów           | Cali                | srebro  | sztafeta 4 × 100 m       | 43,56   |
| 2008    | Igrzyska olimpijskie                               | Pekin               | 7. QF   | bieg na 200 m            | 23,40   |
| 2009    | Mistrzostwa Ameryki Południowej                    | Lima                | złoto   | sztafeta 4 × 100 m       | 44,18   |
| 2009    | Mistrzostwa Ameryki Środkowej i Karaibów           | Hawana              | srebro  | sztafeta 4 × 100 m       | 43,67   |
| 2009    | Mistrzostwa świata                                 | Berlin              | 5. H    | bieg na 200 m            | 23,42   |
| 2009    | Mistrzostwa świata                                 | Berlin              | 7.      | sztafeta 4 × 100 m       | 43,71   |
| 2009    | Igrzyska boliwaryjskie                             | Sucre               | złoto   | bieg na 100 m            | 11,44   |
| 2009    | Igrzyska boliwaryjskie                             | Sucre               | złoto   | bieg na 200 m            | 23,19   |
| 2009    | Igrzyska boliwaryjskie                             | Sucre               | złoto   | sztafeta 4 × 100 m       | 43,96   |
| 2009    | Igrzyska boliwaryjskie                             | Sucre               | złoto   | sztafeta 4 × 400 m       | 3:39,06 |
| 2010    | Mistrzostwa ibero-amerykańskie                     | San Fernando        | 5.      | bieg na 200 m            | 24,22   |
| 2010    | Mistrzostwa ibero-amerykańskie                     | San Fernando        | srebro  | sztafeta 4 × 100 m       | 44,29   |
| 2010    | Mistrzostwa ibero-amerykańskie                     | San Fernando        | 5.      | sztafeta 4 × 400 m       | 3:38,94 |
| 2010    | Igrzyska Ameryki Środkowej i Karaibów              | Mayagüez            | brąz    | bieg na 200 m            | 23,76   |
| 2010    | Igrzyska Ameryki Środkowej i Karaibów              | Mayagüez            | złoto   | sztafeta 4 × 100 m       | 43,63   |
| 2010    | Igrzyska Ameryki Środkowej i Karaibów              | Mayagüez            | srebro  | sztafeta 4 × 400 m       | 3:33,03 |
| 2011    | Mistrzostwa Ameryki Środkowej i Karaibów           | Mayagüez            | 4.      | sztafeta 4 × 100 m       | 43,92   |
| 2011    | Mistrzostwa świata                                 | Daegu               | 4. H    | sztafeta 4 × 100 m       | 43,53   |
| 2011    | Igrzyska panamerykańskie                           | Guadalajara         | 8.      | bieg na 200 m            | 23,64   |
| 2012    | Mistrzostwa ibero-amerykańskie                     | Barquisimeto        | 6.      | bieg na 200 m            | 23,59   |
| 2012    | Mistrzostwa ibero-amerykańskie                     | Barquisimeto        | brąz    | sztafeta 4 × 100 m       | 44,42   |
| 2012    | Igrzyska olimpijskie                               | Londyn              | 5. H    | sztafeta 4 × 100 m       | 43,21   |
| 2013    | Mistrzostwa świata                                 | Moskwa              | 6. H    | sztafeta 4 × 100 m       | 43,65   |
| 2013    | Igrzyska boliwaryjskie                             | Trujillo            | 4.      | bieg na 200 m            | 23,78   |
| 2013    | Igrzyska boliwaryjskie                             | Trujillo            | złoto   | sztafeta 4 × 100 m       | 43,90   |
| 2014    | Igrzyska Ameryki Południowej                       | Santiago            | DNF     | bieg na 200 m            | N/A     |
| 2014    | Igrzyska Ameryki Środkowej i Karaibów              | Veracruz            | 6. H    | bieg na 200 m            | 24,58   |
| 2014    | Igrzyska Ameryki Środkowej i Karaibów              | Veracruz            | srebro  | sztafeta 4 × 100 m       | 44,02   |
| 2016    | Mistrzostwa ibero-amerykańskie                     | Rio de Janeiro      | 4.      | sztafeta 4 × 100 m       | 44,14   |
| 2017    | Mistrzostwa Ameryki Południowej                    | Asunción            | 7.      | bieg na 100 m            | 11,54   |
| 2017    | Mistrzostwa Ameryki Południowej                    | Asunción            | 4. H    | bieg na 200 m            | 23,76   |
| 2017    | Mistrzostwa Ameryki Południowej                    | Asunción            | srebro  | sztafeta 4 × 100 m       | 44,50   |
| 2017    | Igrzyska boliwaryjskie                             | Santa Marta         | 6.      | bieg na 100 m            | 11,84   |
| 2017    | Igrzyska boliwaryjskie                             | Santa Marta         | brąz    | sztafeta 4 × 100 m       | 45,96   |
| 2018    | Igrzyska Ameryki Środkowej i Karaibów              | Barranquilla        | 4.      | sztafeta 4 × 100 m       | 44,19   |
| Źródło: |                                                    |                     |         |                          |         |

Sześć razy w karierze została mistrzynią kraju, tytuły te wywalczyła w latach 2006-2018.

## Rekordy życiowe
- bieg na 100 m – 11,54 (13 sierpnia 2011, Bogota)
- bieg na 200 m – 23,09 (5 lipca 2008, Cali)
- bieg na 400 m – 52,78 (25 listopada 2008, Cali)
- sztafeta 4 × 100 m – 43,03 (10 lipca 2004, Bogota ; 12 sierpnia 2005, Helsinki =)
- sztafeta 4 × 400 m – 3:33,03 (30 lipca 2010, Mayagüez)

Źródło: 